# Adolfo Osta
Pour les articles homonymes, voir Osta.
 (mai 2017).
Adolfo Osta (né le 28 janvier 1966 à Pampelune) est un chanteur et interprète de musique traditionnelle, habitant à Barcelone.

## Biographie
Licencié en philologie hispanique par l'Université de Barcelone en 1990, il a enseigné la musique et la littérature traditionnelle. Il a étudié la guitare classique, le luth Renaissance, le solfège et le chant.

## Discographie
- Lonja paraula d'amar (Saga, 1992)
- Pase el agua (Saga, 1993)
- Amor, ei (Saga, 1997)
- Te mandaré mi corazón caliente (Ventilador Music, 1999)
- Alba que no tiene tarde (Ventilador Music, 2000)
- Avedivare (Ventilador Music, 2002)
- Perque vull i altres cançons (Ventilador Music, 2005) avec Ester Formosa
- Maravia - Cançons de mariners, pelegrins i mercaders (Ventilador Music, 2008)